# Alfarràs
Alfarràs és un municipi de la comarca del Segrià.
Està situat entre la riba del Noguera Ribagorçana i els turons del Sas i la Serra Llarga (les Guixeres).
Alfarràs és poble "d'aigua, fil i préssecs", elements que, sumant-hi les dues carreteres que es troben al centre del poble, han estat les maneres de guanyar-se la vida.
L'aigua és la de la secla o canal de Pinyana, provinent del pantà de Santa Anna, que rega la seua horta.
Els préssecs són els "del Ribagorçana", amb Q de qualitat reconeguda.
Les carreteres són les de Binèfar a Balaguer i de Lleida a la Val d'Aran, que han convertit Alfarràs en lloc de pas per a molta gent.
I el fil és l'element que manca, el que deixa coix Alfarràs en relació amb el seu passat i el seu futur. Les fàbriques de filatures, la Cassals ("de dalt") i la Viladés ("de baix"), aquesta última amb 115 anys d'història van tancar durant l'any 2005.
Alfarràs forma municipi amb Andaní, nucli de població unit ja amb el primer.
Alfarràs compta amb un CEIP ("Pinyana"), amb un sub-CAP, amb l'Escola de Capacitació Agrària, un poliesportiu, una ràdio municipal, una llar d'infants...
No es pot deixar de comentar en aquesta ressenya la "manera de ser" d'Alfarràs, sempre lluny dels paràmetres més estereotipats i urbanites de poble, amb unes relacions interpersonals més aviat paregudes a les d'una localitat de població àmpliament major. Clarament diferenciat de pobles veïns per aquest fet, això, provoca situacions curioses i atípiques, però també un esperit de capitalitat i centralització gens habitual en un poble que ha passat per revessos econòmics tan durs en els últims anys.

## Geografia
- Llista de topònims d'Alfarràs (Orografia: muntanyes, serres, collades, indrets..; hidrografia: rius, fonts...; edificis: cases, masies, esglésies, etc).

## Història
Origen del Topònim: De l'àrab: al-kharràz, el molí. Els dies de la conquesta del Segrià, Alfarràs era una petita caserna amb un molí fariner vora la séquia que baixava del congost de Pinyana. No gaire lluny hi havia l'Almúnia d'Ananí. Ambdós llocs, com Almenar i Alguaire, foren conquerits el 1147.
Un document del 1215 diu que la conquesta fou duta a terme pel comte Ermengol VI d'Urgell, procedent d'Albesa i d'Algerri. Alfarràs i Andaní reberen una carta de poblament; aquest procedí de la Noguera, de la Baixa Ribagorça i del Pallars. Per un conveni entre el consolat de Lleida i la corona, els cònsols fan constar que Ramon Berenguer IV havia atorgat un privilegi als homes d'Alfarràs i d'Andaní sobre la possessió de la séquia de Pinyana al pas pels seus termes, dret que també havia estat concedit als pobladors d'Almenar. Jaume I, que signa el conveni, confirma també la carta de poblament (1147). Els veïns d'Alfarràs i Andaní s'entengueren bé amb la ciutat de Lleida pel que fa a la conservació de la dita séquia al pas pels seus termes. Pel mateix conveni del 1216 ambdós pobles reconeixien l'autoritat i el domini de Lleida.
Malgrat que la carta de poblament atorgada per Ramon Berenguer IV concedia franqueses als dits llocs i la promesa que no serien alienats, i que la carta fou ratificada per Alfons el Cast, Pere el Catòlic i els seus successors, el 1297 Jaume II concedí a Sibil·la d'Urgell, abadessa de Sant Hilari de Lleida, diverses honors en el terme d'Alfarràs i, posteriorment, la senyoria de l'indret. Tanmateix, el rei, el 1317, quan Alfarràs i Andaní eren súbdits de l'abadessa Geralda de Cervelló, els atorgà una salvaguarda especial. També el mer i mixt imperi continua pertanyent al sobirà, car el 1346 Pere el Cerimoniós concedí de no separar mai de la corona la jurisdicció dels dits llocs, que aleshores intentava d'usurpar el comte Ramon Berenguer d'Empúries, magnat vinculat aleshores a l'abadia de Sant Hilari. Vers el 1367 l'abadessa de Sant Hilari, Sibil·la de Peralta, sostenia un plet amb els homes d'Almenar a causa dels regatges de la séquia de Pinyana al seu pas per Alfarràs i Andaní; el cavall de la discòrdia era la partida de Sant Fadruc, a la divisòria d'ambdós termes. L'abadessa Anna de Mur (1390-99), per causa de les epidèmies de pesta que delmaren els pobles, demanà protecció a la ciutat de Lleida. El rei Joan I el 1388 ja els havia eximits del pagament del delme eclesiàstic que li devien. El 1394 la dita abadessa posa sota la protecció de la Paeria de Lleida els molins i el terme d'Alfarràs. el 1404 la susdita Paeria hagué d'advertir els veïns d'Alfarràs, que no volien reconèixer les ordenacions de la ciutat. Aleshores, Andaní, amb el molí, la rectoria i dos focs, era de la família Lledós, sembla que per permuta amb les monges de Sant Hilari; l'església del dit lloc pertanyia a Sant Pere d'Àger.
Així, doncs, Alfarràs es convertí per poc temps en un poble del veïnatge de Lleida, ja que al juny del 1400 la Paeria vengué el lloc al qui fou paer en cap, Bernat de Boixadors, per 50000 sous. Consta que en temps del seu fill Miquel de Boixadors, vers el 1456, el molí d'Alfarràs fou engrandit i adquirí l'aspecte monumental que encara conserva. També a instàncies seves, el 1436, s'eixamplà l'estellador d'Andaní i, el 1445, es construí la mina de Pinyana, que fecilita l'eixamplament dels recs del Segrià. El 1441 Miquel de Boixadors era també senyor d'Andaní.
Ja és sabut que, quan Joan II trenca la concòrdia de Vilafranca en envair Catalunya, ho feu partint d'Alfarràs, pel juny del 1462, invasió que precedí una guerra civil de llarga durada. Miquel de Boixadors, que era senyor d'Alfarràs, fou un dels prohoms de Lleida que el 4 de desembre de 1460 visita el monarca per demanar-li la llibertat del seu primogènit, el príncep de Viana, Carles d'Aragó, que havia estat detingut quatre dies abans. Quan el rei sortí de la ciutat, Boixadors també forma part de la comissió que el visita a Fraga per insistir-hi de nou. Mentre dura la guerra contra Joan II, en la quan participa, foru la seva muller, Elionor, qui tingué cura de la senyoria d'Alfarràs.
Antigament, la rivalitat amb el poble veí d'Almenar era corrent. El 1487 els Paers de Lleida hagueren d'intervenir en la desavinença de Pere de Carcassona, senyor d'Almenar, amb Tomàs de Boixadors, senyor d'Alfarràs i d'Andaní. La lluita entre ambdues cases esdevingué tan cruenta i llarga que el 1518 fins i tot hagué d'intervenir-hi el mateix rei. Bé que tenien parentiu amb els Desvalls, els Boixadors continuaren en la baronia d'Alfarràs fins al segle xviii i aleshores passà als Desvalls. Pere de Ribes-Vallgornera i de Boixadors aconseguí de Felip V, el 1702, el títol de marqués d'Alfarràs. A la segona meitat del segle xviii el noble barceloní Joan Antoni Desvalls i d'Ardena, sisè marqués de Llupià i quart del Poal, fou marqués consort d'Alfarràs pel seu matrimoni amb la publilla del darrer Ribes-Vallgornera. El susdit Desvalls, que feu construir a la seva heretat barcelonina el famós Laberint d'Horta, com a bon il·lustrat, introduí força millores a Alfarràs. Feu construir una bòbila, dos forns de calç, un molí d'oli i s'explotaren algunes guixeres; a partir del 1774 feu desarmar el Sas fins al terme d'Almenar i restaurar l'antiga església d'Alfarràs. El marqués d'Alfarràs, en esclatar la Guerra Gran (1793), fou comissionat per l'ajuntament de Barcelona per organitzar un cos de voluntaris i en la del Francès contribuí amb béns propis a la resistència. Fou diputat a les corts de Cadis. Durant aquesta darrera guerra, el 22 d'octubre de 1809, els sometents d'Àger, les Avellanes i Almenar, comandats per Manuel Blavia, es concentraren a Alfarràs per protegir el pont sobre la Noguera. Alfarràs fou de la senyoria dels Desvalls, marquesos d'Alfarràs, fins a l'extinció de les senyories. En endavant, si bé perderen la senyoria, conservaren el títol nobiliari fins a l'actualitat.

## Demografia
| 1497 f | 1515 f | 1553 f | 1717 | 1787 | 1857  | 1877 | 1887 | 1900 | 1910  |
| ------ | ------ | ------ | ---- | ---- | ----- | ---- | ---- | ---- | ----- |
| 19     | 29     | 31     | 88   | 422  | 1.276 | 604  | 586  | 741  | 1.062 |

| 1920  | 1930  | 1940  | 1950  | 1960  | 1970  | 1981  | 1990  | 1992  | 1994  |
| ----- | ----- | ----- | ----- | ----- | ----- | ----- | ----- | ----- | ----- |
| 1.098 | 1.541 | 1.746 | 1.709 | 2.730 | 3.126 | 3.154 | 3.121 | 3.017 | 3.017 |

| 1996  | 1998  | 2000  | 2002  | 2004  | 2006  | 2008  | 2010  | 2012  | 2014  |
| ----- | ----- | ----- | ----- | ----- | ----- | ----- | ----- | ----- | ----- |
| 2.947 | 2.922 | 2.905 | 2.974 | 3.137 | 3.274 | 3.163 | 3.158 | 3.077 | 3.003 |

| 2016  | 2018  | 2020  | 2022  | 2024  | 2026 | 2028 | 2030 | 2032 | 2034 |
| ----- | ----- | ----- | ----- | ----- | ---- | ---- | ---- | ---- | ---- |
| 2.923 | 2.822 | 2.765 | 2.795 | 2.778 | -    | -    | -    | -    | -    |

## Llocs d'interès
Entre el patrimoni d'interès d'Alfarràs trobem l'església vella de Sant Pere, d'interessant portalada, el molí del Marquès i la seua bassa i el pont vell sobre el riu, volat en part durant la guerra. També és interessant el nucli d'Andaní i la seva petita església de Sant Nicolau.

## Festes i fires
- Sant Pere 29 de Juny, Festa major d'estiu

- Sant Sebastià 20 de Gener, Festa Major d' hivern

- Sant Llorenç 10 d'agost, Andaní

- Sant Nicolau 6 de Desembre, Andaní

- Fira del Préssec del Ribagorçana 2n Diumenge d'Octubre

### Altres festes destacades
- Processó Diumenge de Rams

- Festa major de Sant Pere

- Diada de Catalunya (11 de setembre)

- Jornades lúdiques-Culturals (primavera)

- Col·laboració amb l'Assosació Mulla't

- Col·laboració amb la Marató de TV3

- Processó de Reis

- Sardanes a la fresca

## Curiositats
El nom d'aquesta localitat, Alfarràs, apareix als inicis de la pel·lícula "Dies d'Agost".